# ブレイン・ホーガン
ブレイン・ホーガン（Blaine Hogan、1980年1月29日 - ）はアメリカの俳優である。
インディアナ州のバトラー大学ジョーダン芸術学校を卒業し、インディアナポリスやシカゴの舞台で活躍した。
2005年には人気ドラマシリーズ『プリズン・ブレイク』にチェリー役で出演した。

## 主な出演作品
- The Letter
- プリズン・ブレイク Prison Break (2005)